# Piazza Barberini

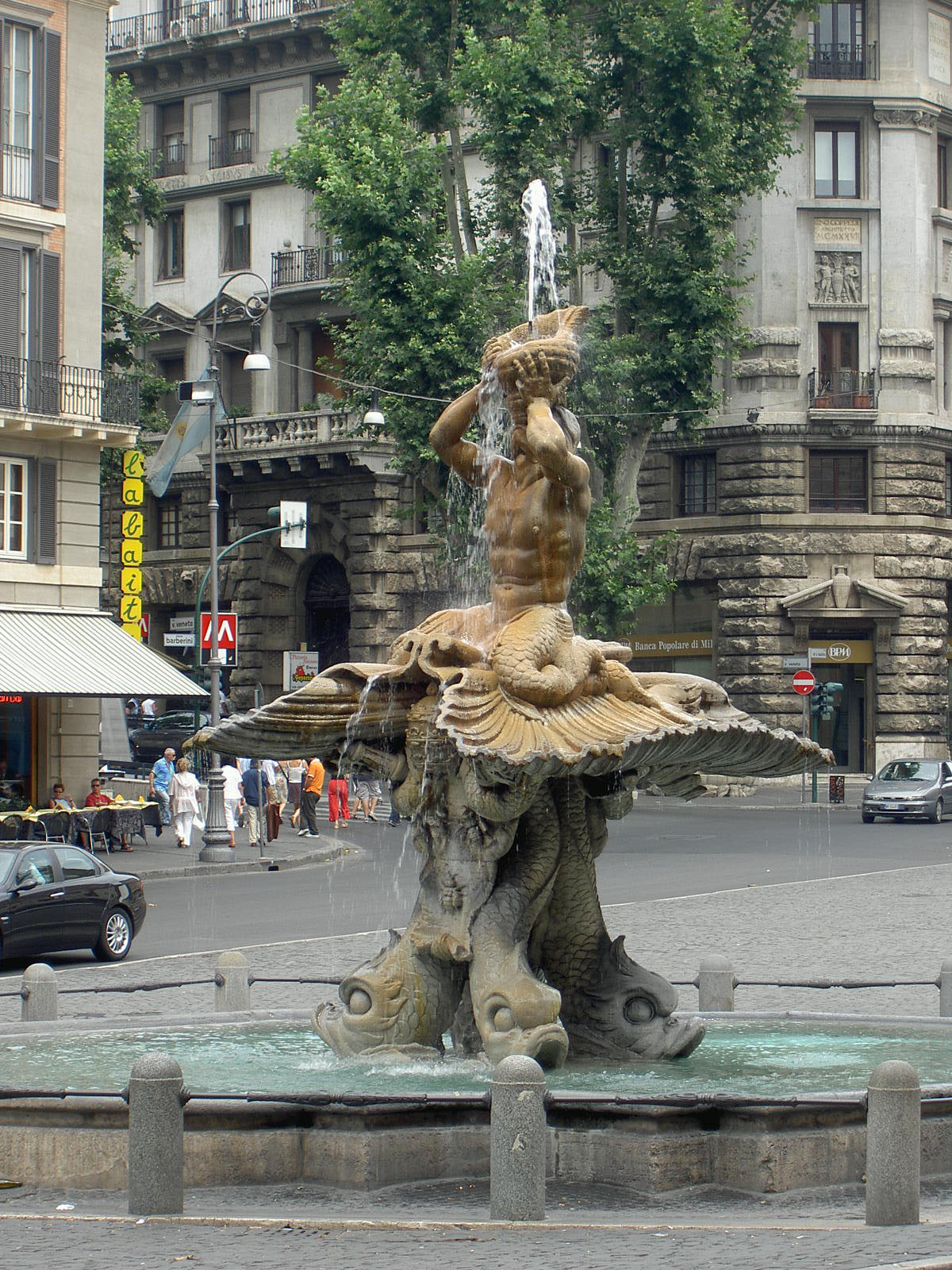
Fontana del Tritone, utförd av Bernini 1643

Piazza Barberini är ett i Rom i Italien centralt beläget torg, tillika namnet på en tunnelbanestation. 
Flera gator möts vid torget, som kröns av Fontana del Tritone, bland andra Via del Tritone, Via Barberini och Via Vittorio Veneto. I början av Via Vittorio Veneto, i ett hörn av torget, står Berninis lilla Fontana delle Api, Bifontänen, smyckad med bland annat familjen Barberinis heraldiska bin. (Berninis patronus, påven Urban VIII, tillhörde nämnda släkt.) I torgets östra hörn ligger Palazzo Barberini, som bland annat hyser Galleria Nazionale d'Arte Antica, det vill säga en del av italienska statens samlingar av äldre måleri.